# (r)Evolution
Albums de HammerFall
Infected
(2011) Built to Last
(2016)
(r)Evolution est le neuvième album studio du groupe suédois de power metal HammerFall sorti le 27 août 2014 en Suède et au Japon, et le 1er septembre 2014 en France et au Royaume-Uni sur le label Nuclear Blast. James Michael chante sur le titre We Won't Back Down.

## Liste des pistes
| No  | Titre                   | Auteur                        | Durée |
| --- | ----------------------- | ----------------------------- | ----- |
| 1.  | Hector's Hymn           | Oscar Dronjak, Joacim Cans    | 5:51  |
| 2.  | (r)Evolution            | Dronjak, Cans                 | 4:23  |
| 3.  | Bushido                 | Dronjak, Cans, Pontus Norgren | 4:39  |
| 4.  | Live Life Loud          | Dronjak, Cans                 | 3:30  |
| 5.  | Ex Inferis              | Dronjak, Cans                 | 4:39  |
| 6.  | We Won't Back Down      | Dronjak, Cans                 | 4:17  |
| 7.  | Winter Is Coming        | Dronjak                       | 3:47  |
| 8.  | Origins                 | Dronjak, Cans                 | 4:55  |
| 9.  | Tainted Metal           | Cans, Norgren                 | 4:35  |
| 10. | Evil Incarnate          | Dronjak, Cans                 | 4:33  |
| 11. | Wildfire                | Dronjak, Cans, Norgren        | 4:03  |
| 12. | Demonized (bonus track) | Cans, Dronjak                 | 3:35  |